# Kabdebo Ferenc
Kabdebo Ferenc (másként: Kábdebó Ferenc, Székelykeresztúr (Udvarhely megye), 1853. március – Marosvásárhely, 1910. március 25.) jogi doktor és királyi közjegyző.

## Élete
Tanulmányait szülőhelyén, Segesvárott és a székelyudvarhelyi főgimnáziumban végezte; azután két évig Budapesten a polytechnikumot látogatta. Innen Kolozsvárra ment és a jog- és államtudományi karba iratkozott be; ott tett jogtudományi doktorátust, majd jogi gyakorlatra tért. Négy év mulva Budapesten ügyvédi oklevelet szerzett és Brassóban ügyvédkedett, ahol a nemzetiségi küzdelmekben szóval és tollal vett részt. Itt neveztetett ki Brassómegye tiszteletbeli tiszti ügyészévé. Négy évi ügyvédi gyakorlat után kineveztetett Fogarasra királyi ügyésznek, ahol a magyar állameszmének, mint megyei törvényhatósági tag és mint a kulturegylet alapító tagja szószólója volt. 1894-tól pedig királyi közjegyző volt Marosvásárhelyt. Tagja és alelnöke volt a Kemény Zsigmond Irodalmi Társaságnak is. Meghalt 1910. március 25-én éjjel 1/2 12 órakor, életének 57-ik, házasságának 26-ik évében; örök nyugalomra helyeztetett 1910. március 28-án a római katolikus egyház szertartásai szerint.
Belmunkatársa volt a kolozsvári Ellenzéknek és a Kolozsvárnak, hol vezércikkeket, elbeszéléseket és egyéb cikkeket írt; jogi dolgozatai a Jogtudományi Közlönyben (1883. Keresetösszesítés, 1884. A jogügyletekről, 1885. A brassói kir. járásbiróság, 1886. A perköltségek birói megállapításához); a Jogban (1885. A váltó-óvás fölvételének gyakorlatához, 1888.) és más vidéki szaklapokban.
Felesége Simay Rozália, gyermekeik Loránd és Ernesztine.

## Munkái
- Költemények. Nagy-Szeben, 1879.
- Egy szó «a nemzetiségi kérdés államethikai világításban» c. röpirathoz. Uo. 1879.
- Éjek és napok. Elbeszélések. Brassó, 1889.